# Hunter Vogel
Pour les articles homonymes, voir Vogel.
Hunter Bertram August Vogel (4 août 1903-25 avril 1990) est un homme politique canadien de la Colombie-Britannique. Il est député provincial créditiste de Delta de 1963 à 1966, ainsi que de Langley de 1966 à 1972.

## Biographie
Né à Vancouver, Vogel réalise une formation en gestion de commerce à l'Université de Toronto. En 1946, il fait l'acquisition de l'entreprise Cloverdale Paint qui aujourd'hui est une entreprise de 65 franchises à travers le Canada.
Il entame une carrière politique en servant comme le premier maire de la ville de Langley de mars à mai 1955.
Vogel meurt de défaillance respiratoire à Langley en avril 1990 à l'âge de 86 ans.
Son fils, William Vogel, est maire de la ville de Surrey de 1978 à 1980.
Deux autres fils, Richard et Walter, fondent Mushroom Records (en), un label discographique indépendant, en 1974.